# Wittnauer
Wittnauer es una empresa relojera estadounidense desaparecida, fundada en New Rochelle en 1885 por el inmigrante suizo Albert Wittnauer. En el año 2001 pasó a ser una marca de la compañía Bulova, que a su vez fue adquirida por el conglomerado japonés Citizen Watch Co.

## Historia

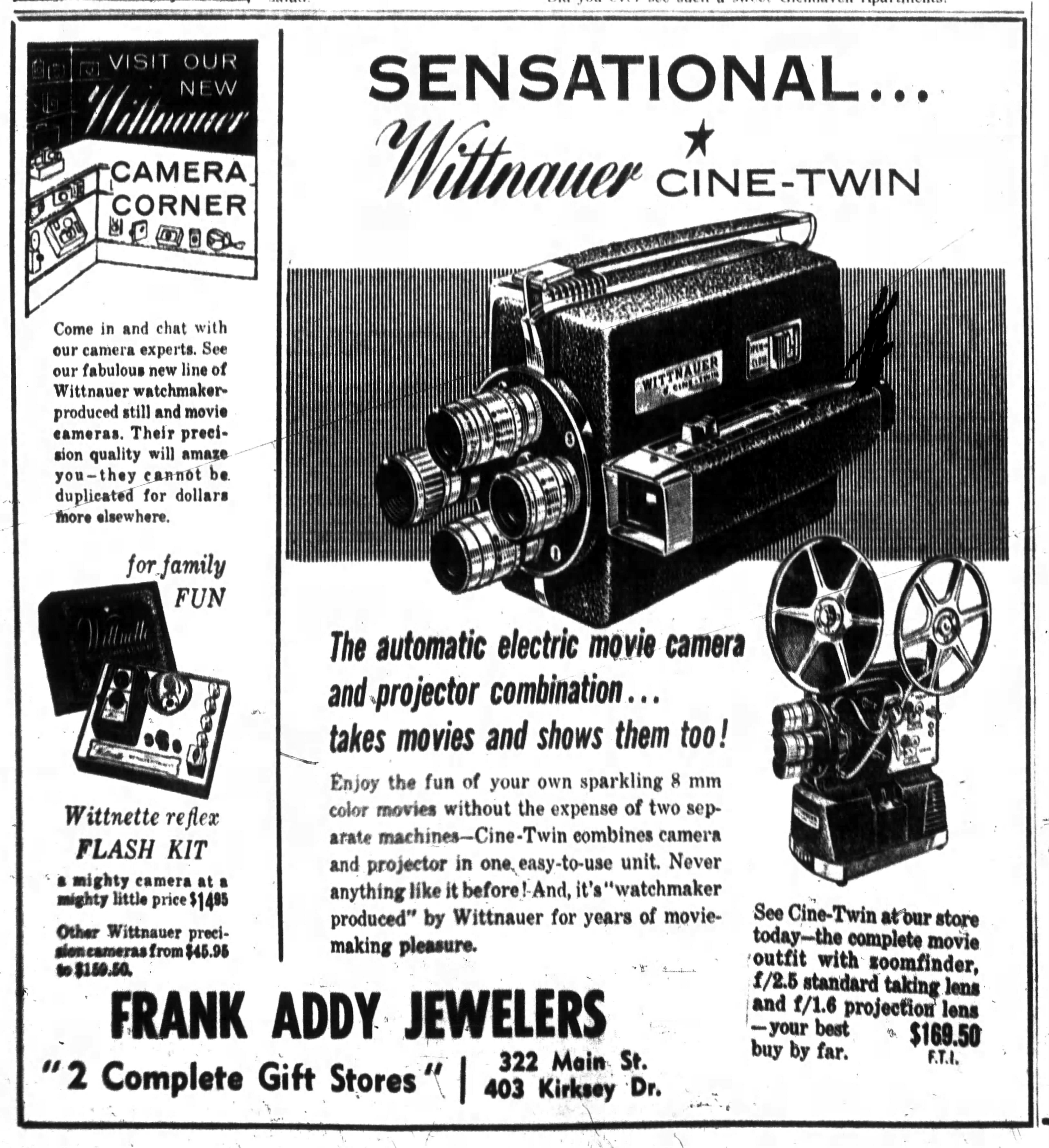
Anuncio del proyector y cámara de cine Wittnauer (1958)

Albert Wittnauer, un inmigrante procedente de Suiza, llegó a Nueva York en 1872 a la edad de 16 años y trabajó para su cuñado, Eugene Robert, importador de relojes suizos. Al poco tiempo, se dio cuenta de que en Estados Unidos existía un mercado para los relojes suizos de menor precio.
Importar relojes suizos se encareció debido a los altos impuestos que se les aplicaban, por lo que a Wittnauer se le ocurrió una idea para reducir el gasto sin sacrificar la calidad. Los relojes podían ser producidos por una filial propia en Suiza y luego ser ensamblados localmente.
La primera línea de relojes Wittnauer se fabricó a partir de 1880, pero la marca Wittnauer se estableció formalmente en 1888, cuando el propio Wittnauer adquirió la empresa de Eugene Roberts y la rebautizó como "A. Wittnauer Company". Al principio, los movimientoss de los relojes Wittnauer eran fabricados generalmente por empresas suizas (como Revue Thommen y otras), mientras que años después, la firma utilizó proveedores de distintas procedencias. La compañía comenzó como una pequeña empresa familiar, dedicada a suministrar relojes para satisfacer las necesidades del creciente mundo de la exploración científica y privada, lo que le permitió adquirir una gran reputación entre navegantes, exploradores y astrónomos, gracias a la fiabilidad de sus productos.
A. Wittnauer Co. estrechó su relación con la Armada de los Estados Unidos para las primeras pruebas en los campos emergentes de la aviación y de la navegación. Sobre la empresa Wittnauer y sus productos, el horólogo Marvin E. Whitney escribió: «Ninguna empresa ha estado tan involucrada en el diseño y la producción de tantos tipos diferentes de relojes de navegación ni ha participado en tantas expediciones históricas...».
En los años siguientes, la firma experimentó un crecimiento constante y se trasladó al centro de Nueva York. Durante el siglo XX, también adquirió una planta de producción en Puerto Rico. Cuando el último hermano Wittnauer falleció en 1916, su hermana, Martha Wittnauer, se convirtió en la primera mujer directora ejecutiva de una empresa relojera.
Durante la Primera Guerra Mundial, Wittnauer produjo instrumentos y relojes para las primeras unidades de aviación. El modelo más famoso fue probablemente el Wittnauer AllProof, producido por primera vez en 1918, y uno de los primeros modelos utilizados por el temerario Jimmie Mattern en su intento de dar la vuelta al mundo en 1933 con su Vega 5B, "Old Cromwell", y por Neil Armstrong durante la misión Gemini 8. En 1926, la NBC seleccionó a la compañía Wittnauer para la sincronización oficial de sus transmisiones de radio.
Del 20 al 21 de mayo de 1932, Amelia Earhart realizó el primer vuelo en solitario de una mujer sobre el Océano Atlántico con su Lockheed Vega-5B equipado con instrumentos Wittnauer. Los productos Wittnauer se utilizaron ampliamente en expediciones científicas y de exploración, y, con los movimientos de Longines, fue uno de los tres candidatos para equipar a la primera misión a la Luna, junto con el Omega Speedmaster y el Rolex Daytona.
Durante la Segunda Guerra Mundial, Wittnauer inició su principal línea de producción de brújulas, utilizadas por soldados y aviadores en combate. Estas brújulas se producían a gran escala y solían llevar impresas las letras "EE." en la parte frontal de la caja. Para mostrar su marca, el nombre Wittnauer solía colocarse en la esfera de la brújula, alineado con la gran "S" (Sur). La larga trayectoria de Wittnauer en la fabricación de relojes y cajas aceleró la velocidad y precisión con la que fabricaban sus brújulas. Además, Wittnauer ya había establecido una buena relación con las Fuerzas Armadas de los Estados Unidos y obtuvo el permiso para producir dichas brújulas. El valor de estas brújulas varía, pero suele rondar los 30-300 dólares, o incluso más con piezas adicionales como cajas originales o documentación.
En 1950, la empresa suiza Longines adquirió Wittnauer y comercializó líneas de relojes muy similares bajo ambas marcas, manteniendo fábricas separadas.
En 1957, Wittnauer anunció una línea de 14 cámaras con lentes y accesorios. Estas incluían la CineTwin, una combinación de cámara de cine de 8 mm y proyector, así como numerosas cámaras fotográficas con la marca Wittnauer. La mayoría fueron fabricadas en Alemania por Braun, mientras que el modelo Wittnauer Festival fue fabricado por Bolsey. Wittnauer vendió cámaras hasta aproximadamente 1963.

### Historia reciente
En 1995, Swatch rompió la colaboración de 125 años entre Longines y Wittnauer y asumió la distribución de Longines. La compañía Wittnauer conservó su reputación durante la mayor parte del siglo XX. Tras algunos problemas de presupuesto, finalmente fue adquirida por Bulova por 11,6 millones de dólares en septiembre de 2001.
Bulova lanzó una nueva gama de relojes de moda "Nightlife" bajo la marca Wittnauer.